# Andrij Deščycja
Andrij Bogdanovyč Deščycja (ukrajinsky Андрій Богданович Дещиця, nar. 22. září 1965, Spasiv, Lvovská oblast, Ukrajinská SSR) je ukrajinský diplomat. Od února do června roku 2014 byl ministrem zahraničních věcí Ukrajiny.
Na post ministra zahraničí rezignoval poté, co zakročil při stupňujícím se davovém obléhání ruské ambasády v Kyjevě. Tehdy vstoupil mezi protestující a pokusil se situaci uklidnit v rozhovoru s mladou demonstrantkou, a to slovy: „Pokud tu pokojně demonstrujete, jsem připraven zůstat tu s vámi a říct „Rusko, ruce pryč od Ukrajiny! Ano, Putin je chujlo, ano.“ Kvůli tomuto veřejnému vulgarismu přišly protesty z ruské strany. Ruský ministr zahraničí Sergej Lavrov tehdy prohlásil, že s Deščycjou již nemá co projednávat. Při větší obměně vlády dne 19. června 2014 byl Deščycja na základě rozhodnutí prezidenta Petra Porošenka jako ministr zahraničí nahrazen dosavadním diplomatem Pavlem Klimkinem. Poté byl jmenován velvyslancem v Polsku.